# Potato Sack

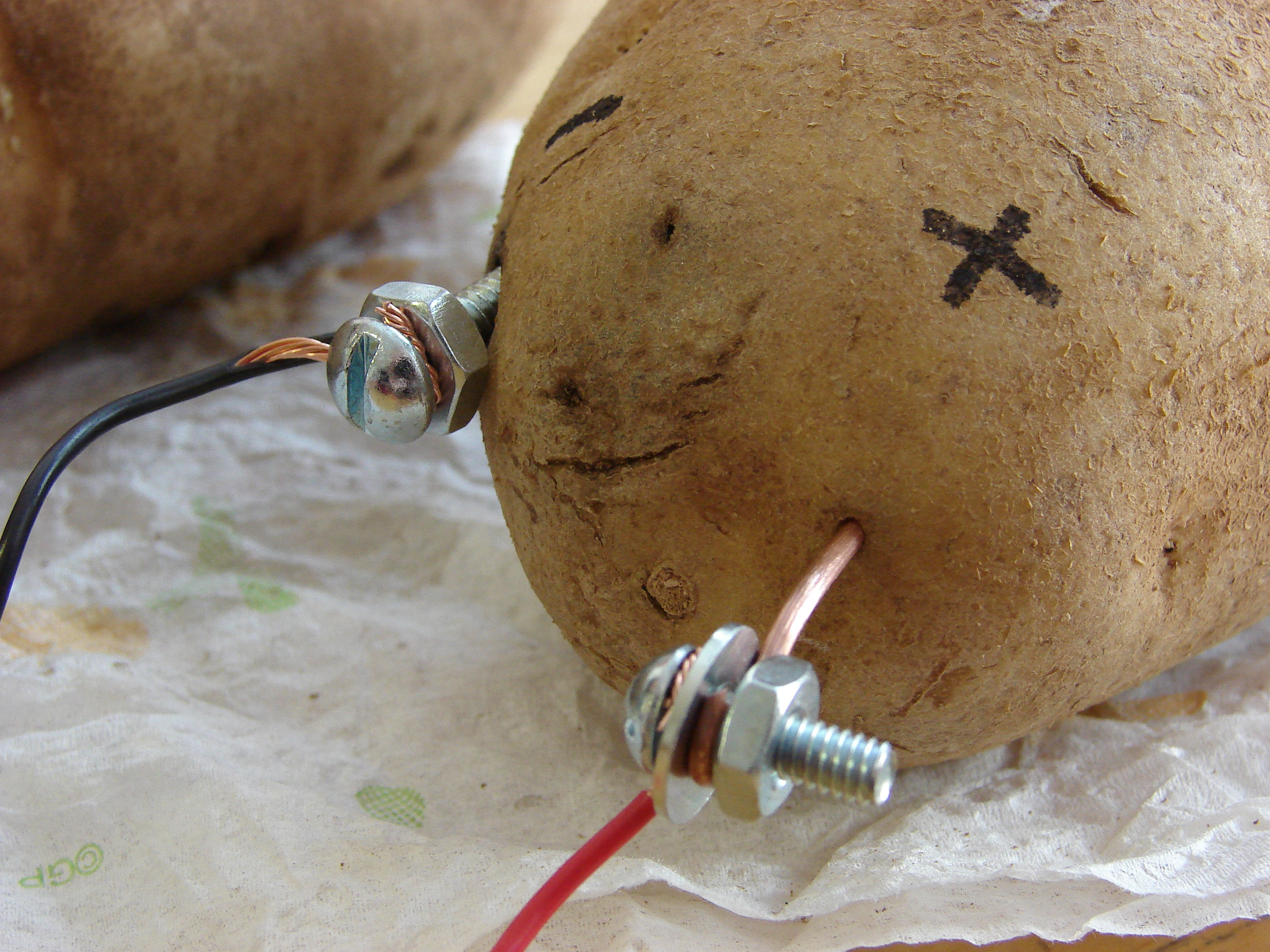
Тема картоплі в ARG відображала частину історії Portal 2, в якій антагоніст гри (GLaDOS) живиться від картопляної батареї.

Potato Sack — це назва гри в альтернативній реальності (ARG), створена Valve та розробниками тринадцяти інді-ігор для просування виходу гри Valve Portal 2 у квітні 2011 року. У грудні 2010 року президент Valve Гейб Ньюелл задумав гру як «крос-ігрову дизайнерську подію» і дозволив розробникам вільно розробляти гру, використовуючи інтелектуальну власність Valve — Portal. Гра вимагала від гравців знайти і вирішити низку головоломок, прихованих в оновленнях тринадцяти ігор, дала можливість гравцям отримати Portal 2 приблизно на 10 годин раніше запланованого релізу, граючи в ігри під приводом увімкнення GLaDOS, розумного комп'ютерного антагоніста з серії Portal. Тема картоплі в ARG ґрунтується на сюжетних елементах Portal 2, зокрема на тому, що в частині гри GLaDOS працює від картопляної батареї.
Велика кількість людей взяла участь у розгадуванні головоломок. Реакція гравців та журналістів була неоднозначною: дехто вважав, що ARG мала дуже мало користі, а дехто бачив у ARG демонстрацію прихильності Valve до незалежної розробки ігор.

## Історія

### Potato Sack Bundle
ARG розпочалася без оголошення з випуском "Potato Sack Bundle" у Steam 1 квітня 2011 року, який пропонував ігри, що входили до нього, за 75% від їхньої звичайної ціни. Ігри, що входили до Potato Sack, перелічено нижче із зазначенням розробника та року випуску.
| Гра                                                             | Розробник                            | Рік виходу |
| --------------------------------------------------------------- | ------------------------------------ | ---------- |
| 1... 2... 3... KICK IT! (Drop That Beat Like an Ugly Baby)      | Dejobaan Games                       | 2011       |
| AaaaaAAaaaAAAaaAAAAaAAAAA!!! - A Reckless Disregard for Gravity | Dejobaan Games                       | 2009       |
| Amnesia: The Dark Descent                                       | Frictional Games                     | 2010       |
| Audiosurf                                                       | Invisible Handlebar                  | 2008       |
| The Ball                                                        | Teotl Studios / Tripwire Interactive | 2010       |
| Bit.Trip Beat                                                   | Gaijin Games                         | 2009       |
| Cogs                                                            | Lazy 8 Studios                       | 2009       |
| Defense Grid                                                    | Hidden Path Entertainment            | 2008       |
| Killing Floor                                                   | Tripwire Interactive                 | 2009       |
| RUSH                                                            | Two Tribes                           | 2010       |
| Super Meat Boy                                                  | Team Meat                            | 2010       |
| Toki Tori                                                       | Two Tribes                           | 2010       |
| The Wonderful End of the World                                  | Dejobaan Games                       | 2009       |